# Aspidoscelis tesselatus
Aspidoscelis tesselatus (клітчастий батогохвіст) — вид ящірок родини теїдових (Teiidae). Мешкає в США і Мексиці.

## Поширення і екологія
Клітчасті батогохвости мешкають на південному сході Колорадо і Аризони, в Нью-Мексико, на заході Техасу, а також на північному сході Чіуауа і Коауїли. Вони живуть в каньйонах і ущелинах та на напівпустельних рівнинах, порослих сосново-ялівцевими лісами, заростями юкки, мескітово-крезонтовими чагарниками.